# 漢普斯泰德荒原站
汉普斯泰德荒原站（英語：Hampstead Heath railway station）是伦敦地上铁北伦敦线的一座车站，位于北伦敦的卡姆登区，属于第2收费区。

## 历史
1860年，本站开通运营。因汉普斯特德荒野的景區存在，在19世紀，平均每天有10萬客流。第二次世界大戰期間，本站曾遭到轟炸，在戰爭結束后修復了本站。1990年代，本站進行了改造工程，允許歐洲之星列車使用北倫敦線通過本站。本站已在2012年再次進行了升級改造，并安裝了電梯和自動售票機。

## 列车服务
非高峰期：
- 經威爾斯登交匯站西行至里士满站方向：每小时4班
- 經威爾斯登交匯站西行至克拉珀姆交汇站方向：每小时2班
- 經卡姆登路站東行至斯特拉特福德站方向：每小时6班[6]

注：
- 夜間沒有直通至克拉珀姆交汇站的列車
- 西行末班列車以威爾斯登交匯站為終點，第二天東行首班列車亦以本站為起點。